# Stigmacros barretti
Stigmacros barretti är en myrart som beskrevs av Santschi 1928. Stigmacros barretti ingår i släktet Stigmacros och familjen myror. Inga underarter finns listade i Catalogue of Life.